# Hugh Neilson
Hugh Edwin Beaumont Neilson (ur. 5 maja 1884 w Glasgow, zm. 16 października 1930 tamże) – szkocki hokeista na trawie. Brązowy medalista olimpijski z Londynu (1908).
Na igrzyska olimpijskie został powołany jako zawodnik Rutherglen Hockey Club. Był na nich obrońcą.
Grał w dwóch meczach, jakie Szkoci rozegrali w turnieju. 29 października 1908, w meczu pierwszej rundy, Szkoci wygrali z Niemcami 4-0. 30 października w meczu półfinałowym, zmierzyli się oni z Anglikami. Szkocja przegrała 1-6, tym samym odpadając z turnieju. Pokonani w półfinałach mieli jednak zagwarantowany brązowy medal olimpijski, bowiem nie rozgrywano meczu o trzecie miejsce (medale zdobyły wszystkie cztery drużyny z Wielkiej Brytanii (Anglia, Irlandia, Szkocja i Walia), jednak wszystkie przypisywane są Zjednoczonemu Królestwu). Neilson nie strzelił żadnego gola.